# Palazzo Comunale (Fidenza)

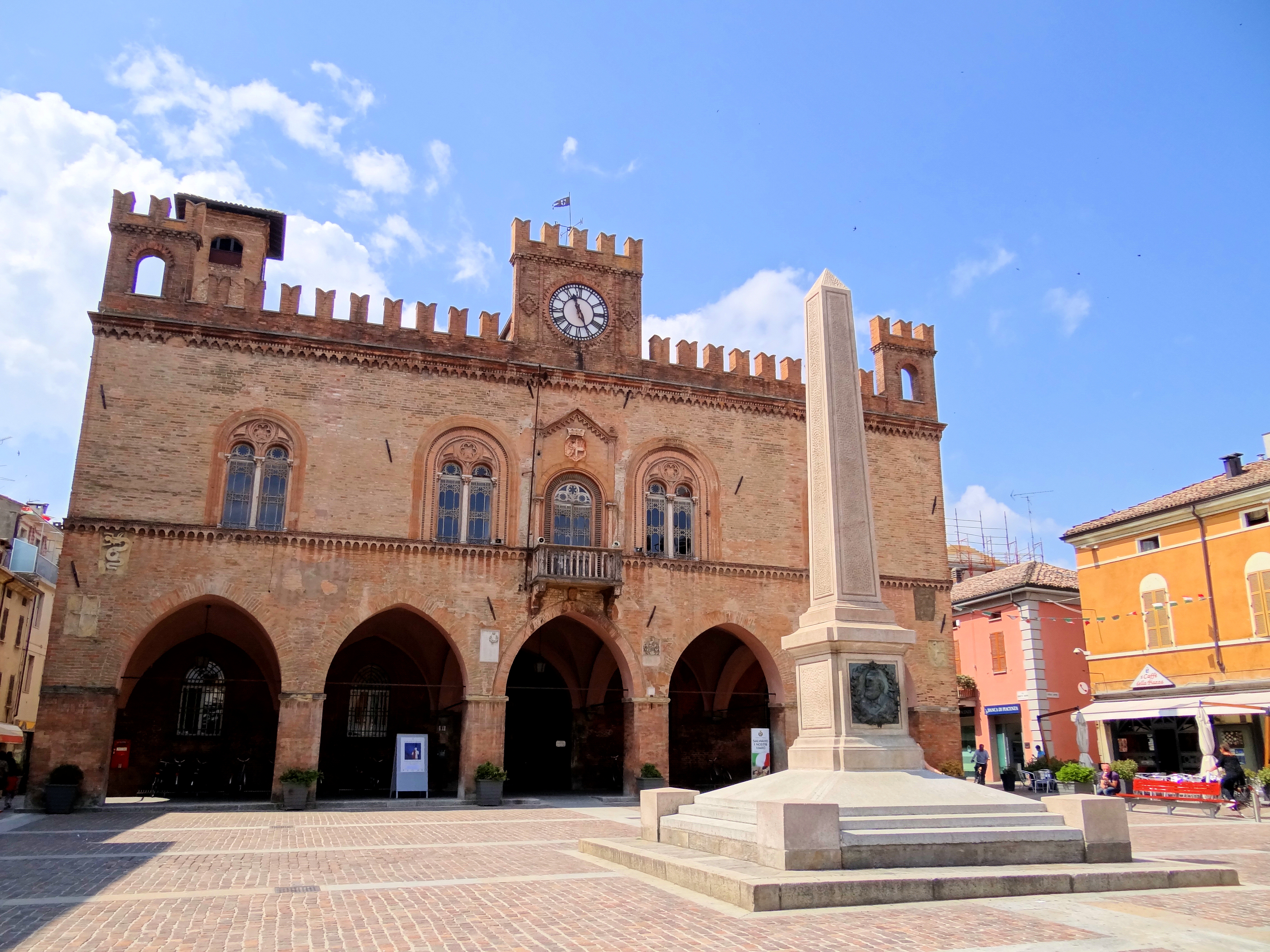
Palazzo Comunale in Fidenza

Der Palazzo Comunale ist ein Palast aus dem 13. Jahrhundert im historischen Zentrum von Fidenza in der italienischen Region Emilia-Romagna. Er liegt auf der Südseite der Piazza Garibaldi und ist Sitz der Stadtverwaltung.

## Geschichte
Der ursprüngliche Palazzo Comunale wurde im 13. und 14. Jahrhundert im gotischen Stil nach Plänen des Architekten Bendido errichtet. Die ersten gesicherten Zeugnisse über den Bau stammen aus dem Jahre 1273, aber die Baustelle wurde erst im Jahre 1354 geschlossen.
Das Gebäude wurde 1527 von den spanischen und französischen Truppen besetzt, die es teilweise zerstörten. Wiederaufbauarbeiten begannen erst 1570 unter Leitung des Baumeisters Paris; bei dieser Gelegenheit wurde auch der Glockenturm errichtet und die Fassade mit einem Fresko des Malers Antonio Formaiaroli verziert, das San Donnino darstellte.
1875 wurde die Hauptansicht des Palastes unter der Leitung des Bühnenbildners Girolamo Magnani fast vollständig im neugotischen Stil umgestaltet: Er beseitigte den Putz und das Fresko, änderte das alte Dreifachfenster im ersten Obergeschoss in ein Doppelfenster, erhöhte die ghibellinischen Zinnen und baute zwei Türmchen an den Ecken auf.
1897 wurde eine Innentreppe eingebaut, 1905 die Seitenflügel angefügt und 1915 die Rückseite des Gebäudes in neugotischem Stil fertiggestellt.

## Beschreibung

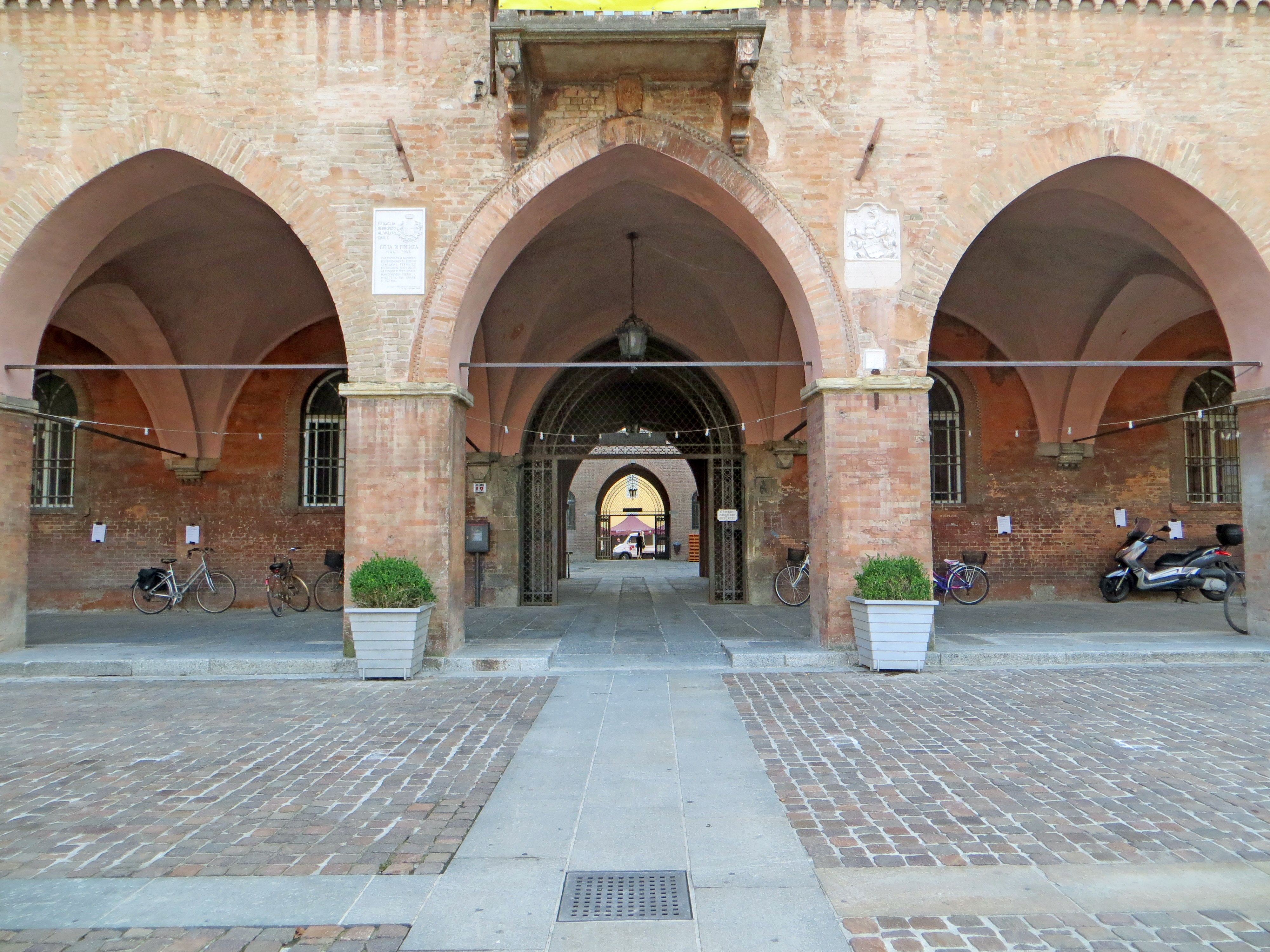
Laubengang an der Fassade

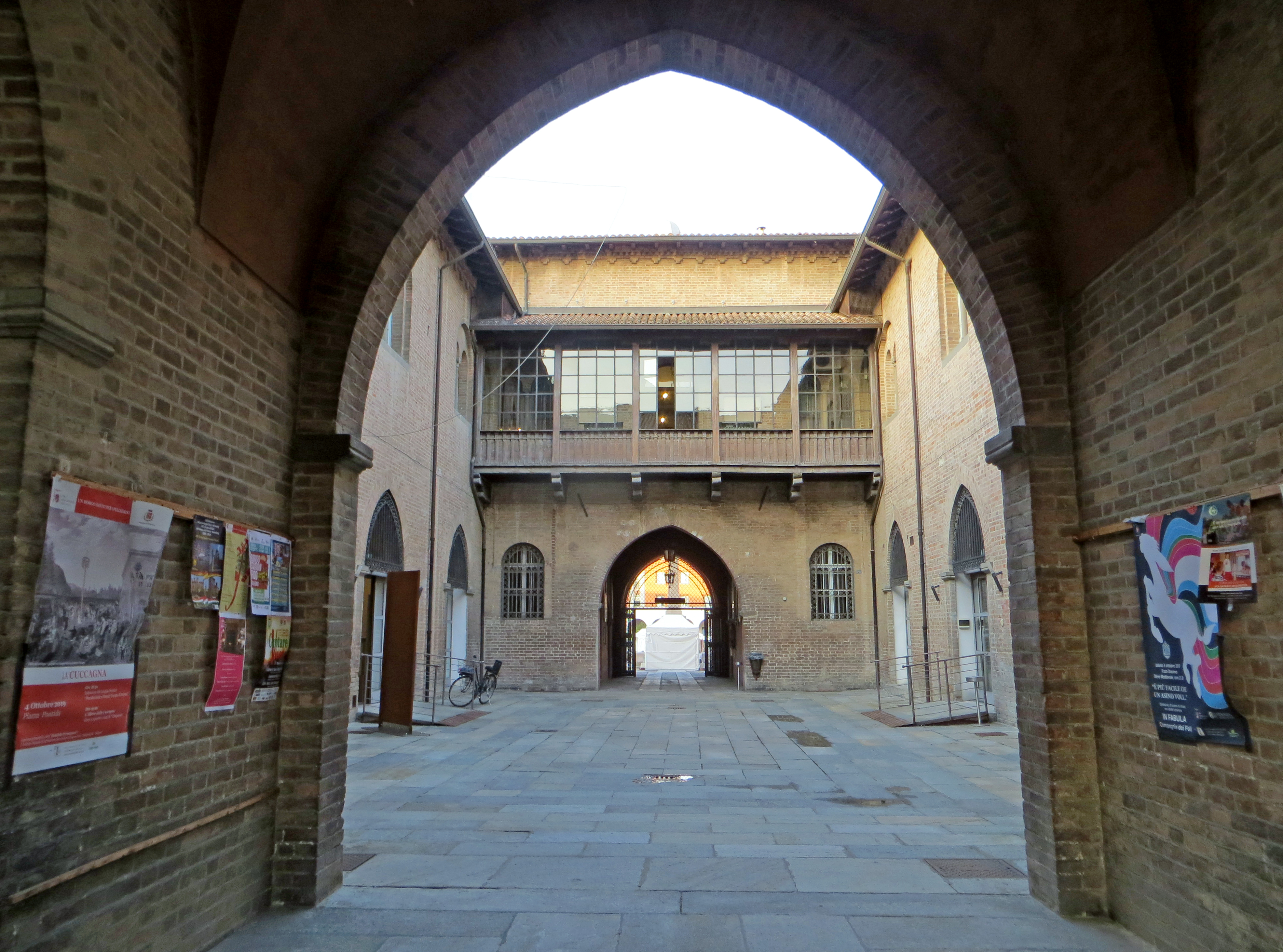
Nordseite des Innenhofes

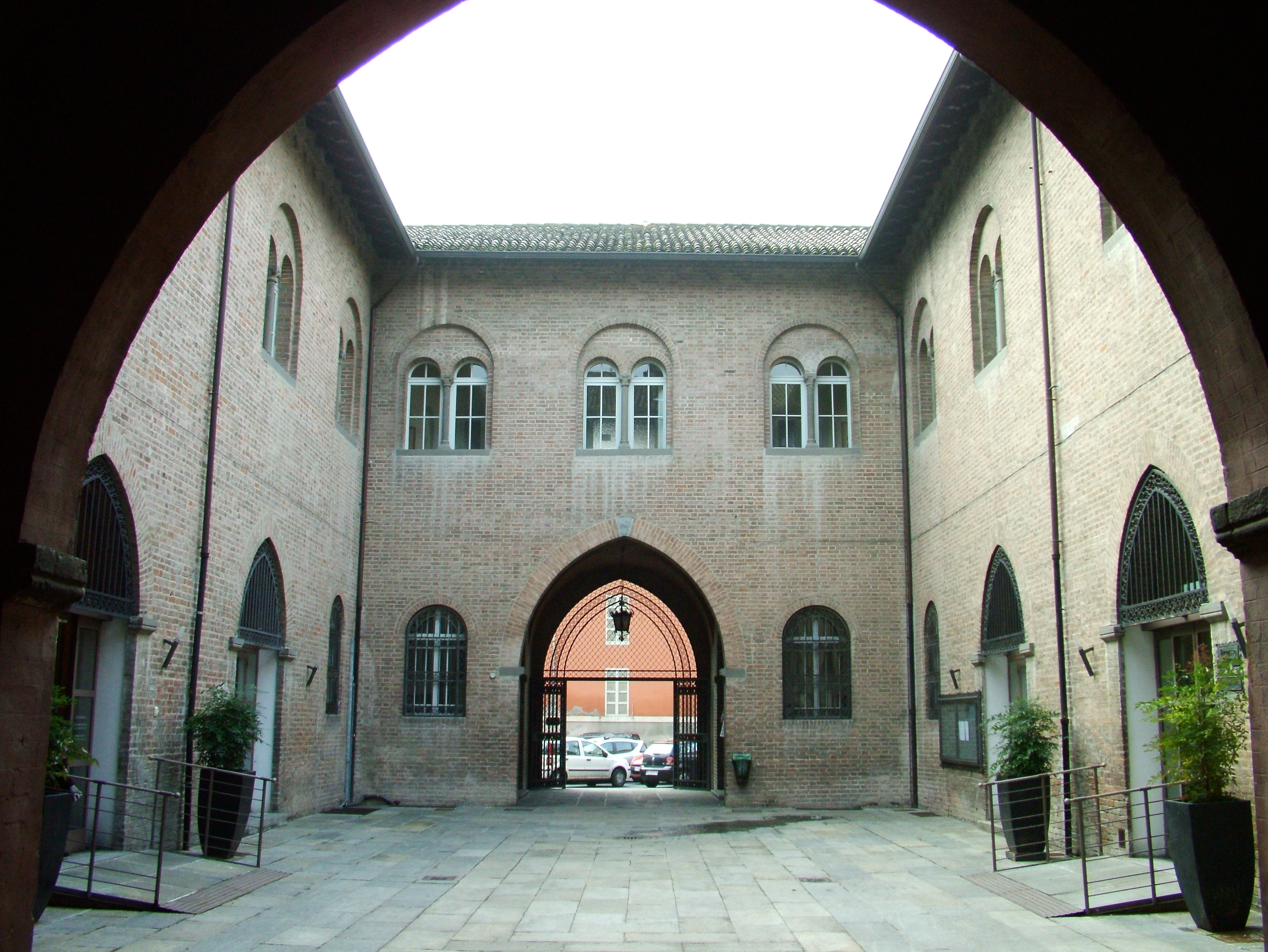
Südseite des Innenhofes

Der Palast hat einen rechteckigen Grundriss und einen Innenhof in der Mitte.
Die symmetrische Hauptfassade, die vollständig mit Mauerwerk verkleidet wurde, wie der Rest des Gebäudes, ist durch einen hohen Laubengang gekennzeichnet, der von massigen Pilastern gestützt wird, über die sich fünf breite Spitzbögen spannen; darüber erhebt sich eine Fassade mit Ziegelbögen, vier große Doppelfenster mit Steinsäulen in der Mitte, im Inneren mit Rundbögen versehen, die die reiche Dekoration der Archivolten einrahmen. In der Mitte öffnet sich eine Fenstertüre mit Balkon, geschlossen durch einen Rundbogen und flankiert von zwei kleinen Säulen zur Unterstützung des leicht überhängenden Protiros (Vordach mit Abstützung), die ein Halbrelief einrahmen, auf dem die Arme del Comune (dt.: Waffen der Gemeinde) abgebildet sind; in der Nähe der Ecken befinden sich zwei weitere Skulpturen in Sandstein, die die Wappen der Viscontis und des Borgo San Donnino zeigen. Oben in der Mitte der Fassade erhebt sich ein weiterer Aufbau, der eine große Uhr enthält, gekrönt von ghibellinischen Zinnen; an den Seiten verlaufen gleichartige Zinnen bis nach außen, wo zwei kleine Türmchen mit Bogenöffnungen sitzen.
Die Flanken und die Rückseite des Palastes sind durch Rundbogenfenster im Erdgeschoss und regelmäßig platzierte Doppelfenster im ersten Obergeschoss gekennzeichnet; auf der Ostseite erhebt sich neben dem älteren Baukörper der hohe, dünne Glockenturm, der 1570 errichtet wurde.
Die Laubengänge an der Fassade, die von einem verputzten Kreuzgewölbe überdacht und auf den Seiten des Eingangsbogens mit einigen, kleinen Halbreliefen in Sandstein dekoriert sind, stammen aus dem 14. Jahrhundert; sie zeigen vermutlich alte Wappen der in der Zeit der Herrschaft der Viscontis aufeinander folgenden Bürgermeister. In der Mitte ist ein weites Spitzbogenportal eingesetzt, das den Zugang zu einer langen, mit Gewölbe versehenen Eingangshalle vermittelt, die ihrerseits zum Innenhof führt; in perfekter Achssymmetrie öffnet sich auf der Rückseite ein gleichartiger Eingangskorridor mit Sprizbögen.
Der symmetrische Innenhof zeichnet sich durch einen kleinen Holzbalkon auf der Nordseite und Doppelfenster an den anderen Fassaden aus.